# Idées républicaines
Idées républicaines (em português: Ideias republicanas) é um panfleto político do filósofo e autor francês Voltaire. Foi publicado no anonimato e sem data, mas acredita-se que tenha sido escrito no final de 1765. Tem como intuito defender o pensamento livre e a liberdade de expressão em geral, além de conter os pensamentos de Voltaire sobre a campanha em andamento pela democracia em Genebra, onde ele apoiou um poder maior para os cidadãos.

## Contexto
O panfleto inclui comentários críticos sobre O Contrato Social, de Jean-Jacques Rousseau e O Espírito das Leis, de Montesquieu.
Também defende o direito natural à livre expressão. O Contrato Social fora queimado em Genebra. Voltaire escreve: "A atitude de queimá-lo foi talvez tão nojenta quanto a de escrevê-lo. [. . . ] Se o livro era perigoso, deveria ter sido refutado. Queimar um livro como forma de argumentação é o memo que dizer: "Não temos inteligência suficiente para rebater isso." Ele comenta que a Inglaterra, apesar de ser uma monarquia, tem uma população mais compreensiva do que outros países porque o direito de publicar é protegido por lei.
Voltaire escreve que um governo perfeito é impossível, mas que uma República é o mais próximo de alcançar a igualdade natural.
Há muitas semelhanças textuais entre Idées républicaines e as memórias particulares de Voltaire sobre a luta em Genebra, intitulado Propositions à examiner pour apaiser les division de Genève.